# Rifugio Giuseppe Garibaldi (Valcamonica)
Das Rifugio Giuseppe Garibaldi (oft auch nur Rifugio Garibaldi) ist eine Schutzhütte in der italienischen Region Lombardei in den Adamello-Presanella-Alpen. Sie liegt auf einer Höhe von 2550 m s.l.m. innerhalb der Gemeinde Edolo und gehört der CAI-Sektion Brescia. Die Hütte wird von Mitte Juni bis Mitte September bewirtschaftet und bietet 98 Bergsteigern Schlafplätze. Im Winterraum stehen 6 Betten zur Verfügung.

## Lage
Die Hütte liegt im oberen Val d’Avio, das bei Temù vom Valcamonica in südöstlicher Richtung abbiegt und durch mehrere hintereinander liegenden Stauseen gekennzeichnet ist. Das Rifugio Garibaldi befindet sich am nordwestlichen Ufer des Lago Venerocolo, der in den 1950er Jahren aufgestaut wurde, in der gleichnamigen Conca Venerocolo. Es ist einer der klassischen Ausgangspunkte für die Besteigung des Adamello 3554 m s.l.m., dessen mächtige Nordwand sich südlich der Hütte erhebt.
An der Schutzhütte führt der Adamello-Höhenweg Nr. 1 vorbei.

## Geschichte
Die heutige Hütte wurde 1959 eingeweiht, nach dem der 1894 errichtete Vorgängerbau in den Fluten des Stausees verschwand. Diese erste Ende des 19. Jahrhunderts errichtete Schutzhütte war Bestandteil des damaligen nationalistisch geprägten Hüttenwettlaufs in den Alpen, wie bei der Tuckett- oder Viozhütte, und die direkte italienische Antwort auf die vom DÖAV errichtete Mandronehütte. Sie wurde nach dem italienischen Freiheitshelden Giuseppe Garibaldi benannt, um an das am 4. Juli 1866 bei Vezza d’Oglio stattgefundene Gefecht zwischen den Freischaren Garibaldis und den Österreichern zu erinnern.
Während des Ersten Weltkrieges war in der Hütte ein italienisches Feldlazarett untergebracht. Damals entstand rund um das Rifugio eine Barackenstadt der italienischen Armee, die das wichtigste logistische Zentrum der italienischen Adamellofront darstellte. Daran erinnert heute noch eine kleine Gedenkkapelle, die nur wenige Gehminuten vom Rifugio entfernt liegt. Die Reste dieser Kriegsbauten sind mittlerweile, wie die bis 1958 betriebene alte Schutzhütte auch, im Stausee verschwunden. Als Ersatz ließ der Betreiber des Stausees Enel das heutige Rifugio errichten.

## Zugänge
- Von Temù, 1147 m ⊙ in 4 Stunden 20 Minuten
- Von der Malga Caldea im Valle dell’Avio, 1584 m ⊙ in 3 Stunden

## Nachbarhütten und Übergänge
- Zum Rifugio Franco Tonolini, 2467 m ⊙ in 5 Stunden 30 Minuten
- Zum Rifugio Mandrone, 2442 m ⊙ in 5 Stunden
- Zum Rifugio Ai Caduti dell’Adamello, 3040 m ⊙ in 4 Stunden 30 Minuten